# Octacarbonyle de dicobalt
L'octacarbonyle de dicobalt, ou plus simplement carbonyle de cobalt, est un composé chimique de formule Co2(CO)8. Ce carbonyle de métal est un réactif et un catalyseur utilisé en synthèse organique et en chimie des composés organométalliques. Il a été notamment utilisé pour catalyser l'hydroformylation, conversion des alcènes en aldéhydes.

## Synthèse et structure
On l'obtient par carbonylation à haute pression de sels de cobalt, souvent en présence de cyanure CN−. C'est un solide pyrophorique de couleur orange thermiquement instable. En solution, il se présente sous forme de deux isomères qui se convertissent rapidement l'un en l'autre.
L'isomère principal contient de ligands CO reliant deux atomes de cobalt à géométrie octaédrique ; il est décrit comme (CO)3Co(μ-CO)2Co(CO)3 — groupe de symétrie C2v. La longueur de la liaison Co–Co est de 252 pm tandis que les liaisons Co–CO avec les carbonyles terminaux et médians ont respectivement une longueur de 180 pm et 190 pm. Les études suggèrent en fait l'absence de liaison directe Co–Co.
L'isomère secondaire n'a pas de pont carbonyle ; il est décrit comme (CO)4Co–Co(CO)4 — groupe de symétrie D3d. La liaison Co–Co, qui n'a pas de pont carbonyle, a une longueur de 270 pm. Cet isomère a été cristallisé avec le buckminsterfullerène C60.

## Applications et réactions principales
La réaction la plus caractéristique de l'octacarbonyle de dicobalt est son hydrogénation en hydrocarbonyle de cobalt HCo(CO)4 :
Co2(CO)8 + H2 → 2 HCo(CO)4.
Cet hydrure est l'agent actif pour les réactions d'hydroformylation. Il s'additionne aux alcènes pour donner un alkyl-Co(CO)4 qui insère ensuite un carbonyle CO et subit une hydrogénolyse pour libérer un aldéhyde. La réduction du Co2(CO)8 donne la base conjuguée de HCo(CO)4 :
Co2(CO)8 + 2 Na → 2 NaCo(CO)4.
Les ligands carbonyle CO peuvent être remplacés par des groupes phosphine PH3 tertiaires pour donner du Co2(CO)8-x(PR3)x. Ces dérivés plus gros sont également plus sélectifs en tant que catalyseurs d'hydroformylation. Les bases de Lewis « dures » telles que la pyridine C5H5N peuvent provoquer une dismutation :
6 C6H5N + 3/2 Co2(CO)8 → [Co(C6H5N)6][Co(CO)4]2 + 4 CO.
La réaction de Pauson-Khand (en), au cours de laquelle un alcyne, un alcène et le monoxyde de carbone sont cyclisés en cyclopenténone C5H6O, peut être catalysée par l'octacarbonyle de dicobalt :
Le Co2(CO)8 réagit avec les alcyne pour former des complexes covalents stables, ce qui est utile pour former un groupe protecteur pour l'alcyne ; ce complexe peut lui-même être utilisé dans une réaction de Pauson-Khand.

Réaction de Pauson-Khand.

Par chauffage, le Co2(CO)8 se décarbonyle et donne l'agrégat tétraédrique Co4(CO)12 :
2 Co2(CO)8 → Co4(CO)12 + 4 CO.